# Tage Larfors
Ernst Wilhelm Tage Larfors (i riksdagen kallad Sehlstedt i Eskilstuna), född Larsson 6 april 1913 i Stora Malm, död 10 mars 1986 i Katrineholm,  var en svensk direktör och socialdemokratisk politiker. Han var drätselkammarens ordförande - en motsvarighet till dagens kommunalråd - i Katrineholms stad innan kommunsammanslagningen 1971, då socialdemokraten och frälsningssoldaten Per Engvall blev det första kommunalrådet i sammanslagna Katrineholms kommun. Larfors blev då ordförande i Katrineholms kommunfullmäktige. Hustrun Sonja Larfors gav ut flera diktsamlingar (bland annat Förtrollat land 1977 och Livet har många källor 1980) - särskilt uppskattade av en lokal läsekrets.
Tage Larfors svärmor Sigrid Larsson gav under pseudonymen Sigrid Bergen 1942 ut romanen Min fader var en ung soldat, som handlar om hennes uppväxt på ett soldattorp utanför Katrineholm.
Larfors var ledamot av första kammaren 1964–1970. Han var också ledamot av den nybildade enkammarriksdagen från 1971, invald i Södermanlands läns valkrets.
Då Tage Sundkvist från Baggetorp i grannkommunen Vingåker på 1970-talet var riksdagsman för centerpartiet i Sörmland talade man ibland om "De två Tage" som representanter för Sörmland i riksdagen - särskilt när de skrev gemensamma motioner.